# Waldhäuser (Neuschönau)

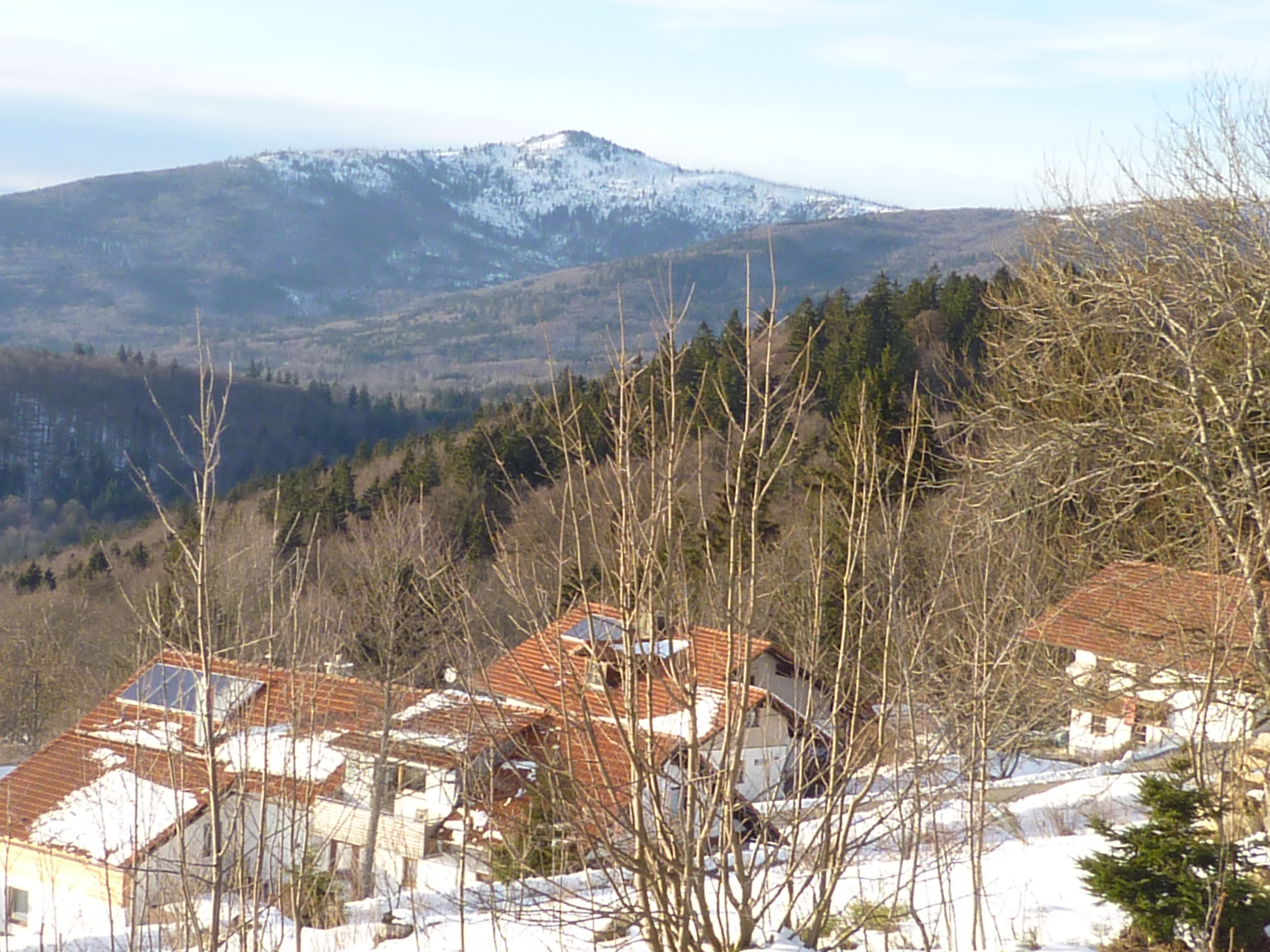
Blick über Waldhäuser zum Großen Rachel

Waldhäuser ist ein Gemeindeteil der Gemeinde Neuschönau im niederbayerischen Landkreis Freyung-Grafenau.

## Lage
Die ausgedehnte Streusiedlung liegt am Nordwesthang des Waldhäuserriegels mitten im Nationalpark Bayerischer Wald, unweit der Orte Sankt Oswald-Riedlhütte, Neuschönau, und Mauth.

## Geschichte
1611 errichtete die Stadt Grafenau dort zur Förderung des Salzhandels an der Gulden Stras ein Rast- und Übernachtungshaus für die Säumer, das Haus am Wald. 1614 erhielt die Stadt den Erbrechtsbrief für dieses Haus, 1617 die bürgerliche Gerichtsbarkeit. Es bestand nur aus einem einzigen Raum von etwa 30 Quadratmetern.
Wenige Jahre später baute die Stadt Grafenau das untere Haus im Wald. 1637 waren schon sieben untere Waldhäuser vorhanden. Das Weiderecht der Bewohner von Waldhäuser umfasste 1800 Tagwerk. Um das obere Waldhaus herum weidete das Vieh der Grafenauer Bürger während der Sommermonate. Die Bewohner der Waldhäuser lebten vor allem von der Herstellung hölzerner Teller, Schaufeln, Rechen, Löffel und anderer Holzbitzlerwaren, die sie den Bauern in tiefer gelegenen Orten verkauften. Getreideanbau war wegen des Klimas nicht möglich.
1774 errichtete der kurfürstliche Holzförster Muckenschnabel aus Bruchsteinen den mehrgeschossigen Ameishof. Das gegenwärtig als Jugendherberge dienende Gebäude mit weit heruntergezogenem Walmdach erhielt seinen Namen davon, dass die Bewohner der Waldhäuser auf dem großen Dachboden sogenannte „Ameiseneier“ (in Wirklichkeit Ameisenpuppen in ihrem Kokon) trockneten und dann als Fisch- und Vogelfutter verkauften.
Nach dem Ende des 18. Jahrhunderts hatte der Wirt in Waldhäuser als Überbleibsel des ehemaligen Salzhandels das Recht zum Verkauf von Salz. Seine böhmischen Gäste schmuggelten jährlich 15 bis 20 Scheiben Münchner Mäßerei über die Grenze. 1838 verkaufte die Stadt Grafenau das obere Waldhaus mit dem dazugehörigen Weiderecht um 5238 Gulden und 41 Kreuzer an das Königreich Bayern. 1846 gab es in den oberen und unteren Waldhäusern insgesamt 19 Häuser.
Von 1908 bis zu seinem Tod im Jahr 1951 lebte in Waldhäuser der Maler Reinhold Koeppel, und von 1938 bis zu seinem Tod im Jahr 1991 der Bildhauer Heinz Theuerjahr. Das einstige Wohnhaus von Theuerjahr ist heute ein Museum, das dem Künstler gewidmet ist. Um das Wohnhaus befindet sich der Skulpturenpark „Arche Heinz Theuerjahr“. Die beiden begründeten den Ruf des Ortes als Künstlerdorf, der durch Hajo Blach weitergeführt wurde, der in Waldhäuser seit 1972 bis zu seinem Tod 2024 ein Atelier besaß.
Die Filialkirche St. Maria im Wald der Pfarrei Sankt Oswald wurde 1928 durch den Passauer Architekten Karl Kieffer errichtet. Waldhäuser ist ein wichtiger Ausgangspunkt für Wanderungen, besonders auf den Gipfel des nahe gelegenen Lusen.

## Verkehr

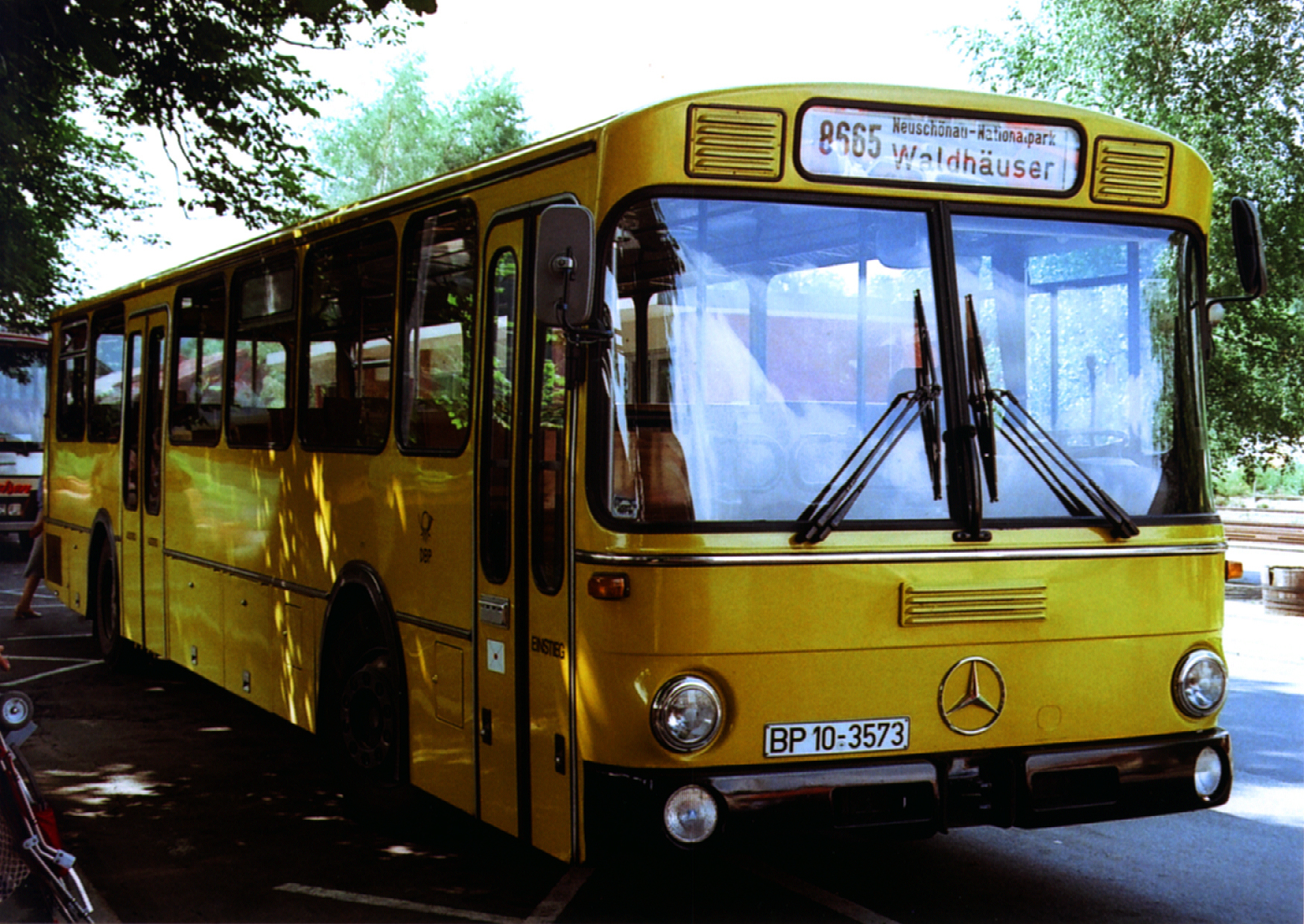
Bus auf einer ehemaligen Kraftpostlinie nach Waldhäuser

Waldhäuser ist über 2 Buslinien nach Neuschönau und Grafenau (via Sankt Oswald-Riedlhütte) an den öffentlichen Personenverkehr angeschlossen. Der Igelbus verkehrt zusätzlich weiter zum Wanderparkplatz an der Waldhausreibe, dem Ausgangspunkt der beliebten Wanderung zum Lusen.

## Sport / Freizeit
Der Parkplatz im Ort ist Ausgangspunkt beliebter Wanderungen, zum Beispiel zum Lusen. Weitere Wanderwege führen zur Martinsklause im Tal der Kleine Ohe oder zum Großen Rachel.
Am Hang südwestlich des Ortskerns existiert ein kleines Skigebiet mit 3 Liften.

## Vereine
- Freiwillige Feuerwehr Waldhäuser, gegründet 1962
- Ski-Club Waldhäuser
- Interessengemeinschaft Waldhäuser
- Jagdgenossenschaft Waldhäuser